# Felix Ahlers
Felix Ahlers (* 9. August 1966) ist ein deutscher Manager und Vorstandsvorsitzender der Frosta AG in Bremerhaven.
Ahlers, Sohn des Frosta-Eigentümers Dirk Ahlers, machte zunächst von 1986 bis 1988 im Hotel Le Bristol in Paris eine Ausbildung zum Koch und studierte anschließend von 1988 bis 1992 Volkswirtschaftslehre an der Université Paris Dauphine IX. Nach dem Studium war er von 1992 bis 1995 im Marketing und Vertrieb für Westeuropa des italienischen Lebensmittel-Herstellers Delverde tätig. Von 1995 bis 1997 machte er seinen Master of Business Administration (MBA) an der Kellogg School of Management in Chicago. Von 1997 bis 1999 war er Manager im Sheraton Hotel in Frankfurt am Main.
Seit 1999 ist Ahlers für sein Familienunternehmen Frosta AG tätig. Er begann als General Manager bei „Frosta Polska“, war von 2002 bis 2003 für das gesamte Auslandsgeschäft verantwortlich. 2003 stürzte das Unternehmen in eine existenzielle Krise nach der Einführung des „Reinheitsgebotes“ für Frosta-Produkte. Felix Ahlers übernahm die Verantwortung für das Marketing und setzte die Fortführung der Qualitätsstrategie durch, die zunächst 30 Prozent des Umsatzes und 10 Prozent der Arbeitsplätze gekostet hatte. Mittelfristig erwies sich die Strategie als erfolgreich. Felix Ahlers ist seit 2010 Vorstandsvorsitzender der Frosta AG.
Als gelernter Koch hat Ahlers u. a. zwei Frosta-Gerichte persönlich zusammengestellt. Er gilt als Entwickler des „Original Frosta Reinheitsgebots“: Seit 2003 verzichtet Frosta auf Zusatzstoffe. Von September 2017 bis April 2018 machte er ein siebenmonatiges Sabbatical in Afrika. 2019 brachte er fairen, in Äthiopien angebauten und verarbeiteten Kaffee der Premiummarke Solino in Deutschland auf den Markt, was er seit 2008 vorbereitet hatte. 2022 erhielt er den GE-M-Award der Gesellschaft zur Erforschung des Markenwesens.